# Olga Pané i Mena
Olga Pané i Mena (Barcelona, 1956) és una metgessa i política catalana del PSC que fou nomenada per al càrrec de consellera de Salut de la Generalitat de Catalunya en el govern de la Generalitat de l'agost de 2024.
Mena va començar la seva trajectòria a l’atenció primària tot dirigint centres de l'Institut Català de la Salut al Baix Llobregat. Més tard, va ser gerent de l'Hospital d’Igualada, de la Fundació Jordi Gol i del Parc de Salut Mar. És experta en gestió sanitària i especialista en medicina del treball.
Mena ha estat directiva durant anys d'empreses de gestió de salut CHC SA i CiG SA, implicades en diverses irregularitats segons la Sindicatura de Comptes (exercici 2007).